# Палата парламента
Палата парламента (рум. Palatul Parlamentului) је зграда у Букурешту у којој је смештен Парламент Румуније. Са површином од 340000 m2 је највећа зграда у Европи и друга по величини у свету, иза Пентагона. Такође је и најтежа и најскупља зграда на свету.
Палата парламента грађена је и скоро потпуно завршена за време владавине Николаја Чаушескуа. Првобитно име ове грађевине је било Кућа народа (рум. Casa Poporului), како га и дан данас неки Румуни зову. Након револуције 1989. године преостали радови су споро напредовали, тако да су поједини делови зграде још незавршени. Зграда је у употреби, мада се користи само 30% њеног простора.
Главни архитекта била је Анка Петреску (1949-2013). Она је пројектовала зграду и руководила тимом од 700 архитеката.

## Положај
Лежи у Букурешту, главном граду Румуније, на десном боку реке Илов. Налази се на брду, па доминира практично целим Букурештом. Окружена је парковима и зградама. Саобраћај у улицама око палате је добро решен, па је ово један од најбољих уличних потеза у граду.

## Историја
Године 1977. Румунију је погодио велики земљотрес који је председнику Чаушеску послужио као повод да гради палату која је требало да буде седиште председника и многих државних институција. Да би се обезбедио простор за изградњу Палате, порушено је 9000 кућа, а 40000 становника Букурешта у року од неколико дана исељено је из својих кућа. Срушено је и 20, углавном православних цркава и једна катедрала. Неколико цркава, пресељено је на друге локације.
Камен темељац је положен 25. јуна 1984. године у доба када је привреда Румуније стагнирала, а овај мегаломански пројекат односио је 70% националног дохотка државе у годинама у којим се остваривао. Ово је био један од узрока незадовољства румунског народа, које је резултирало револуцијом 1989. године и завршило погибијом Николаја Чаушескуа 1989. 20.000 радника и 700 архитеката радило је на изградњи ове зграде. Изградња Палате била је обавеза готово свих Румуна. На њој су радили војници, радници, студенти. Процењује се да је 5 милиона људи на неки начин учествовало у изградњи.

## Чињенице о згради
Зграда од почетка није имала неки одређени стил. На њој се може видети комбинација великог броја стилова. Лежи на брду, у средини парка на 300.000 квадратних метара. Широка је 240 метара, дужина јој је 270 метара. Висока је 86 метра, док је 92 метра зграде сакривено у огромном подземном паркингу и крије у себи 12 надземних и 8 подземних спратова. Никола Чаушеску се плашио атентата, па је тражио да се у оквиру зграде сагради атомско склониште са неколико тунела за бекство. У њој се налази 1100 просторија.
За изградњу је утрошено три милиона тона мермера, 3500 тона кристала на 480 лустера и 1400 светиљки, 900 лустера од стакла, 3500 метара квадратних коже и 250000 квадратних метара тепиха. Утрошено је 700 тона бронзе, скоро милион кубних метара дрва, као и 5500 тона бетона и 7000 тона челика. Неке од хала су висине 20 метара. Ту се налази и завеса тешка две тоне која је морала бити ткана на лицу места, а неке од завеса су проткане златом и сребром. Сви ови елементи су румунског порекла, јер је Чаушеску замислио зграду као симбол румунског богатства и моћи.

## После Чаушескуа
Палата није била завршена у потпуности када је Чаушеску свргнут с власти и погубљен. Поставило се питање шта даље са њом. Постојала је идеја да се зграда минира и сруши, али када се израчунало колико је новца потребно за експлозив, одустало се од те идеје. Након различитих предлога и безуспешних покушаја да се нађе исплативо решење за зграду, одлучено је да се зграда ипак заврши. Парадоксално је то да је за Парламент морао да се догради део зграде, јер ниједна дворана због јеке није била одговарајућа за седнице. Поред два дома Парламента, у Палати се налазе и Музеј савремене уметности, Музеј и парк тоталитаризма и социјалистичког реализма, у њој је и седиште Иницијативе за сарадњу у југоисточној Европи. Ипак, 70% зграде уопште се не користи. Отворена је за туристе и представља највећу туристичку атракцију Букурешта. 2008. године овде је одржан Самит НАТО-а.

## Занимљивости
- Једина особа која се обратила народу са балкона Палате је Мајкл Џексон. На концерту 1990. године, он се окупљеној публици обратио са: „Hello, Budapest!“[4]
- Анка Петреску, главни архитекта пројекта, била је и политички ангажована у Чаушескуово време, те није била подобна за ангажовање наставка изградње након смрти Чаушескуа. Ипак, 2002. године, када је постављана стаклена купола на врх зграде, Анка је позвана да надгледа радове.[5]
- Потрошња електричне енергије један је од највећих проблема у одржавању зграде. Зграда троши струје исто колико и град од 250000 становника.[3]

## Галерија
- Букурешт
- Поглед из Палате парламента